# Peix de roca

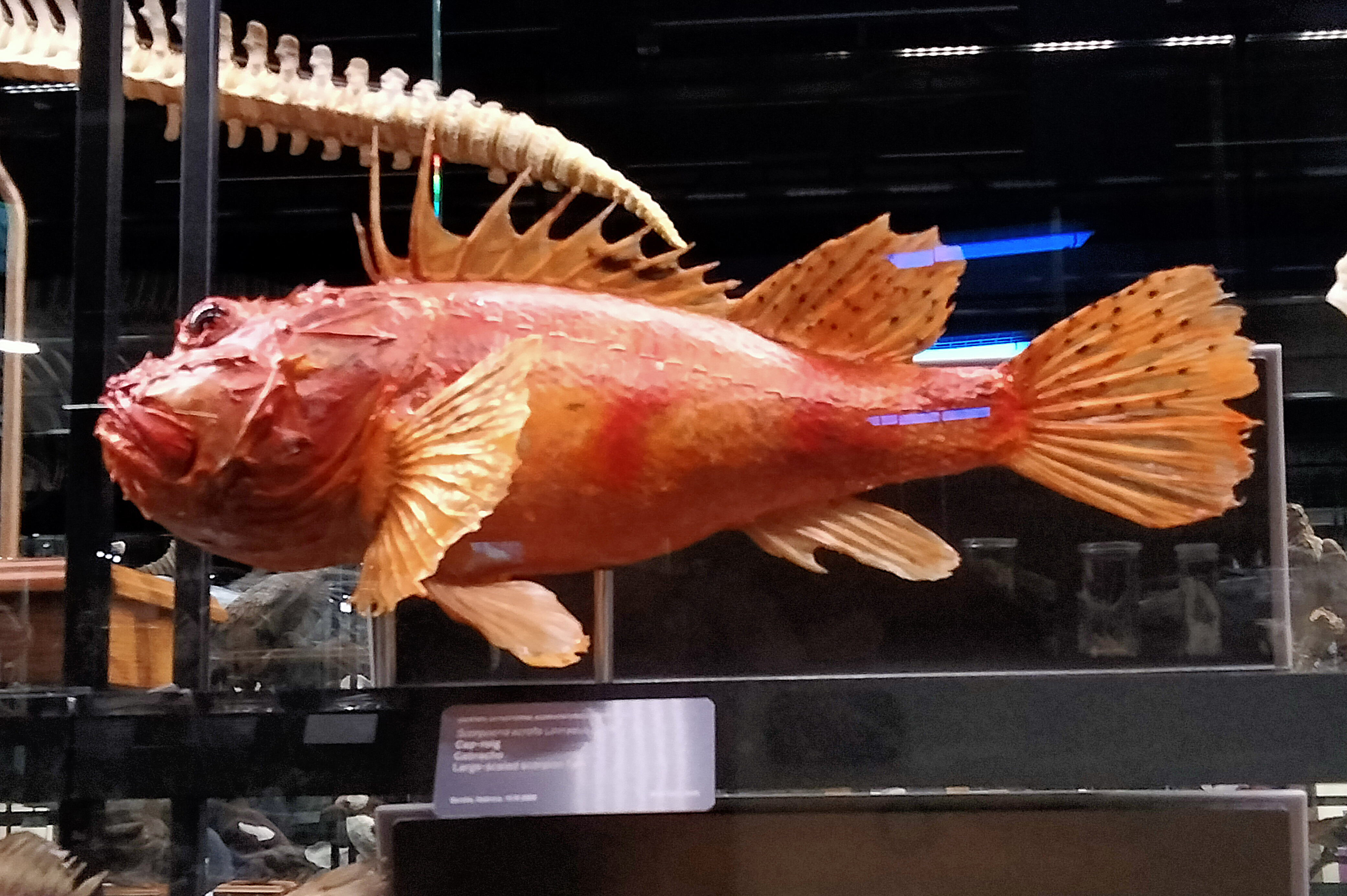
El cap-roig és per a molts el peix de roca més apreciat

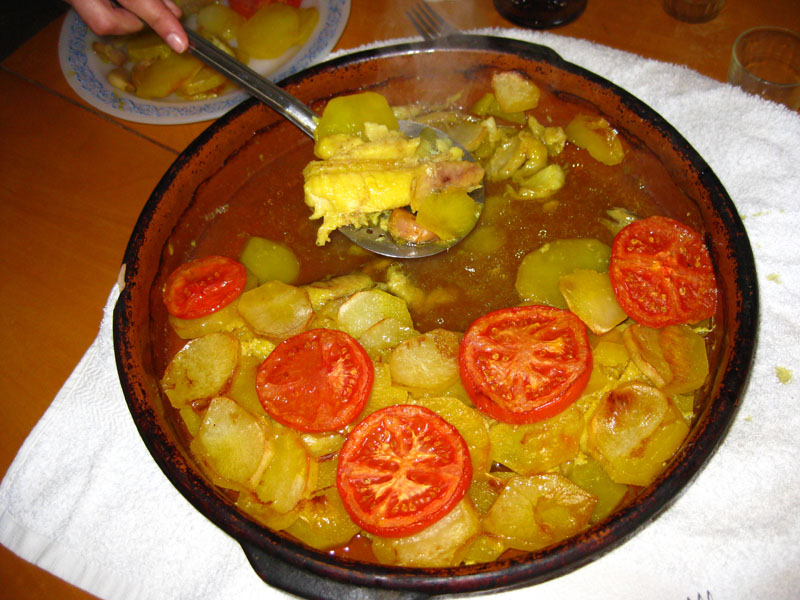
Suquet de peix fet amb rap

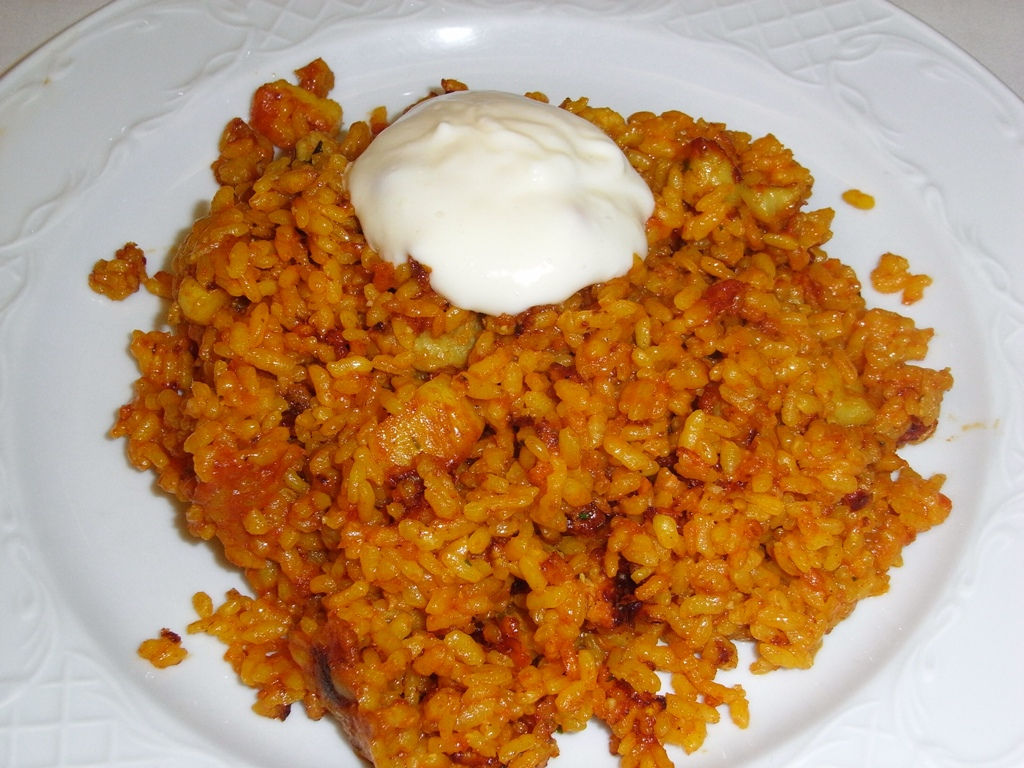
Arròs a banda fet amb peix de roca variat

Peix de roca és un nom genèric que s'usa en gastronomia per designar uns peixos que solen tenir moltes espines o un gran cap, relativament poca carn, més aviat ferma, respecte d'altres, i que són molt gustosos. Gastronòmicament són molt preuats. Són peixos que viuen en fons rocosos.

## Peixos de roca
Alguns dels peixos de roca més utilitzats són el cap-roig, el rap, l'anfós, la lluerna, el sard imperial, el corball negre, l'aranya de mar, la rata, el garneu, el malarmat, el borratxo, el cap d'ase penegal, la donzella, etc.

## Peixos blancs
Els peixos de roca s'inclouen dintre del peix blanc. Fins i tot els que tenen un alt contingut relatiu de greix, com per exemple, l'escórpora, se solen considerar, des d'un punt de vista gastronòmic, com a peix blanc.

## Peixos de sopa
Els peixos de roca més la dita morralla, els peixos petits de platja que es mengen de vegades barrejats i fregits, formen el conjunt que gastronòmicament es diu peixos de sopa.

## Gastronomia
El peix de roca és molt apreciat a la gastronomia dels Països Catalans i en general a la mediterrània. Són molt habituals en sopes de peix, brous, fumets, arrossos, rossejats, suquets i plats d'aquest estil; ja que la seva carn no es desfà en coure's i, d'altra banda, les espines no els fan ser considerats com els típics peixos de ració (com ho seria, per exemple, l'orada).